# José Viegas Filho
José Viegas Filho (Campo Grande, 14 de octubre de 1942) es un diplomático brasileño.

## Biografía
Ingresó al Instituto Rio Branco en 1964. Su primer puesto en el exterior fue el de cónsul adjunto en Nueva York en 1969. Entre 1987 y 1990 fue encargado de negocios de Brasil en Cuba. En Itamaraty fue jefe del departamento de organismos internacionales.
En 1992 y 1993 encabezó la delegación brasileña que participó en las negociaciones para la reforma del Tratado para la Proscripción de Armas Nucleares en América Latina y el Caribe (Tlatelolco), y en 1995 y 1997 encabezó la delegación brasileña en la conferencia para la prohibición global de las minas antipersona.
Fue embajador de Brasil en Dinamarca (1995-1998), en Perú (1998-2001) y en Rusia (2001-2002). En 2003 el presidente Luiz Inácio Lula da Silva lo nombró ministro de defensa de Brasil. Fue designado en el cargo por sus vínculos con la cúpula del Partido de los Trabajadores (PT) y por su experiencia cuestiones de armamento y seguridad internacional. En el cargo tuvo varios roces con representantes de las Fuerzas Armadas. Presentó su petición de renuncia en noviembre de 2014 debido a una crisis generada por una nota divulgada por el Servicio de Comunicación Social del Ejército Brasileño, que hacía apología del Régimen Militar. La renuncia fue aceptada y fue reemplazado por el vicepresidente José Alencar.
En 2005, retomó la carrera diplomática como embajador de Brasil en España y en 2009 se convirtió en embajador de Brasil en Italia, cargo que ocupó hasta mediados de 2012, cuando se jubiló del servicio diplomático.
En mayo de 2018, el secretario general de la Naciones Unidas, António Guterres, lo designó como representante especial para Guinea-Bisáu y jefe de la oficina de Naciones Unidas para la consolidación de la paz (UNIOGBIS), en reemplazo del maliense Modibo Touré.
En cuanto a su vida personal, contrajo matrimonio en tres ocasiones. Su segunda esposa se suicidó, casándose posteriormente con una ciudadana peruana. Tiene tres hijos de su primer matrimonio, siendo uno de ellos diplomático de carrera.

## Condecoraciones
- Caballero gran cruz de la Orden al Mérito de la República Italiana (2013).[6]